# 君子峰
君子峰，海拔1460米，是中国福建省三明市最高峰，位于福建省明溪县夏坊乡龙坑村与泰宁县龙安乡交界处。君子峰周边设国家级自然保护区。区域内年平均气温18摄氏度，降水量1800毫米，月份间温差小。山峰附近植被茂盛，以常绿阔叶林为主。山内居民自古以种植油茶、压榨山茶油为生。